# Dây chân chim núi
Dây chân chim núi (danh pháp: Desmos cochinchinensis) là loài thực vật có hoa thuộc họ Na. Loài này được Lour. mô tả khoa học đầu tiên năm 1790.